# Dom Dwyer
Dominic James Dwyer (Cuckfield, Sussex Occidental, Inglaterra, 30 de julio de 1990) es un futbolista inglés. Juega como delantero en el Mansfield Town F. C. de la League One.

## Selección
Ha sido internacional con la selección de Estados Unidos en 4 ocasiones anotando 2 goles.

## Clubes
| Club                    | País           | Año       |
| ----------------------- | -------------- | --------- |
| Sporting Kansas City    | Estados Unidos | 2012-2017 |
| Orlando City (préstamo) | Estados Unidos | 2013      |
| Orlando City            | Estados Unidos | 2017-2020 |
| Toronto FC              | Canadá         | 2021-2022 |
| Atlanta United          | Estados Unidos | 2022      |
| Oakland Roots SC        | Estados Unidos | 2024-2025 |
| Mansfield Town F. C.    | Inglaterra     | 2025-     |

## Palmarés

### Campeonatos nacionales
| Título                    | Club                 | País           | Año  |
| ------------------------- | -------------------- | -------------- | ---- |
| USL Professional Division | Orlando City (USL)   | Estados Unidos | 2013 |
| Copa MLS                  | Sporting Kansas City | Estados Unidos | 2013 |